# Валефрата (Фрозиноне)
Валефрата је насеље у Италији у округу Фрозиноне, региону Лацио.
Према процени из 2011. у насељу је живело 124 становника. Насеље се налази на надморској висини од 147 м.